# مسرح أوبرا الفضاء

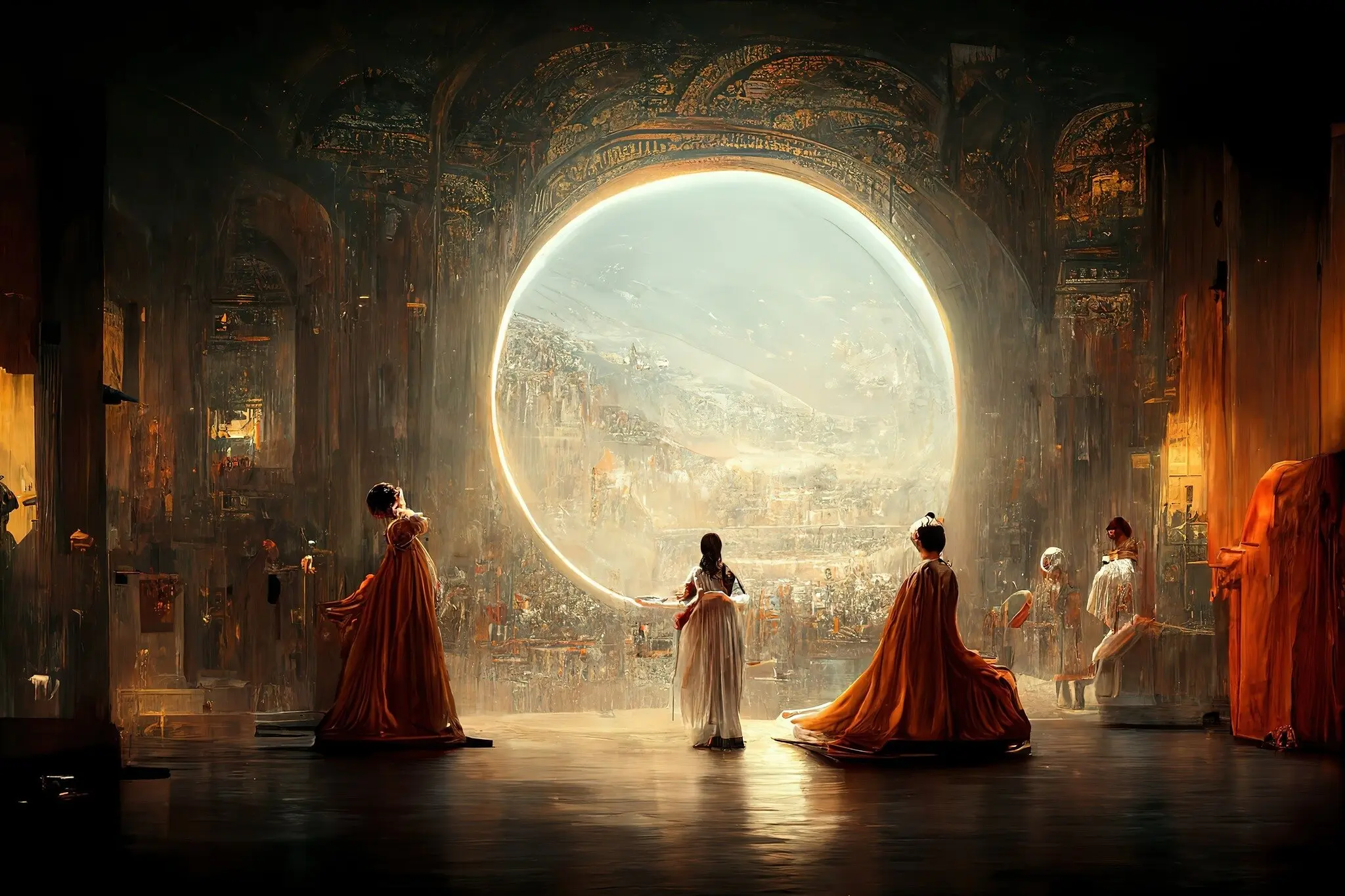
مسرح أوبرا الفضاء Théâtre d'Opéra Spatial

مسرح أوبرا الفضاء (بالفرنسية: Théâtre d'Opéra Spatial)‏ هي لوحة أنشأها جيسون ألين Jason M. Allen باستخدام تقنية الذكاء الاصطناعي التوليدية ميدجورني  . أصبحت اللوحة ذات شهرة إخبارية عندما فازت بالمسابقة السنوية للفنون الجميلة في معرض ولاية كولورادو 5 سبتمبر 2022، لتصبح واحدة من أولى الصور التي تم إنشاؤها بواسطة الذكاء الاصطناعي للفوز بهذه الجائزة.
أدى الفوز بمسابقة المعرض عن «الفنون الرقمية /التصوير الفوتوغرافي المتلاعب به رقميًا» إلى رد فعل عنيف من الفنانين الذين اتهموا جيسون ألين بالغش. حيث كان رد جيسون ألين: "لن أعتذر عن ذلك. لقد فزت، ولم أخالف أي قواعد ".
لم يكن حكام الفئة على دراية باستخدام ميدجورني للذكاء الاصطناعي لإنشاء الصور، على الرغم من أنهما قالا لاحقًا أنهما لو عرفوا ذلك، لكانوا قد منحوا ألين الجائزة الأولى على أي حال. تم تصميم الصورة التي تم إنشاؤها باستخدام موجه نص، باستخدام Gigapixel AI.

## وصف الصورة
الصورة عبارة عن ثلاث سيدات تعلَّقت أنظارهن بنافذة دائرية كقرص الشمس، لا تتوانى الأشعة الصادرة منها عن السطوع في أرجاء المكان، في مشهد تهبط فيه الألوان بلا كلفة من لون الذهب إلى اللون الأحمر الصريح إلى البرتقالي الداكن، فيما يبدو وكأنه تلاقٍ بين العصور الوسطى الخاوية والمستقبل.

## بدايات الرسم بالذكاء الاصطناعي
تعود بداية استخدام الذكاء الاصطناعي في عالم الفنون إلى الفنان البريطاني هارولد كوهين (1928–2016)، والذي صمم تطبيق حاسوبي -يُسمى "آرون" (AARON)- مكونا من عدة برامج مجتمعة؛ ويستطيع أن ينتج أشكالا فنية بشكل مستقل عن أي تدخل بشري.

## انظر ايضا
- الرسم بالذكاء الاصطناعي
- فن رقمي